# Moustafa Osman Ismaïl
Moustafa Osman Ismaïl, né en 1955 à Dongola, est un homme politique soudanais, ministre des Affaires étrangères du 18 février 1998 au 18 septembre 2005.
Pendant son mandat, il joue un rôle important dans la résolution des guerres civiles au Soudan, notamment la guerre du Darfour. En 2005, il est remplacé par Lam Akol dans un gouvernement d'unité nationale. Il est alors nommé conseiller du Président.